# Loi du 22 mai 1878 sur l'emploi de la langue flamande en matière administrative
 (mai 2022).
La mise en forme du texte ne suit pas les recommandations de Wikipédia : il faut le « wikifier ».
Les points d'amélioration suivants sont les cas les plus fréquents. Le détail des points à revoir est peut-être précisé sur la page de discussion.
- Les titres sont pré-formatés par le logiciel. Ils ne sont ni en capitales, ni en gras.
- Le texte ne doit pas être écrit en capitales (les noms de famille non plus), ni en gras, ni en italique, ni en « petit »…
- Le gras n'est utilisé que pour surligner le titre de l'article dans l'introduction, une seule fois.
- L'italique est rarement utilisé : mots en langue étrangère, titres d'œuvres, noms de bateaux, etc.
- Les citations ne sont pas en italique mais en corps de texte normal. Elles sont entourées par des guillemets français : « et ».
- Les listes à puces sont à éviter, des paragraphes rédigés étant largement préférés. Les tableaux sont à réserver à la présentation de données structurées (résultats, etc.).
- Les appels de note de bas de page (petits chiffres en exposant, introduits par l'outil «  Source ») sont à placer entre la fin de phrase et le point final[comme ça].
- Les liens internes (vers d'autres articles de Wikipédia) sont à choisir avec parcimonie. Créez des liens vers des articles approfondissant le sujet. Les termes génériques sans rapport avec le sujet sont à éviter, ainsi que les répétitions de liens vers un même terme.
- Les liens externes sont à placer uniquement dans une section « Liens externes », à la fin de l'article. Ces liens sont à choisir avec parcimonie suivant les règles définies. Si un lien sert de source à l'article, son insertion dans le texte est à faire par les notes de bas de page.
- La présentation des références doit suivre les conventions bibliographiques. Il est recommandé d'utiliser les modèles {{Ouvrage}}, {{Chapitre}}, {{Article}}, {{Lien web}} et/ou {{Bibliographie}}. Le mode d'édition visuel peut mettre en forme automatiquement les références.
- Insérer une infobox (cadre d'informations à droite) n'est pas obligatoire pour parachever la mise en page.

Pour une aide détaillée, merci de consulter Aide:Wikification.
Si vous pensez que ces points ont été résolus, vous pouvez retirer ce bandeau et améliorer la mise en forme d'un autre article.
La loi du 22 mai 1878 sur l'emploi de la langue flamande en matière administrative, également dite « Loi de Laet », fut la première loi à consacrer l'usage du néerlandais dans l'administration en Belgique. Elle tient son nom du député anversois l'ayant proposée : Jan de Laet.
Jugée incomplète et inefficace, cette loi sera abrogée en 1921 mais eut néanmoins pour conséquence la création de facto des futures régions linguistiques de l'État belge. À ce titre, elle constitue une étape historique de la politique en matière d'emploi des langues en Belgique.

## Historique

### Contexte d'avènement
Après la révolution belge, l'élite, tant en Wallonie qu'en Flandre, était francophone. Outre qu’il s’agissait alors d’une langue de prestige, le choix du français s’expliquait par une volonté de rompre avec la politique de néerlandisation forcée menée par Guillaume d’Orange avant 1830. Ainsi, depuis l’indépendance, la situation linguistique de l’administration était fondée sur la liberté de l’emploi des langues consacrée à l’ancien article 23 de la Constitution (article 30 actuel) : l’emploi des langues était laissé à la liberté des fonctionnaires, même si, dans les faits, le français s'imposait à tous les niveaux.
À partir des années 1840, le Mouvement flamand, qui désigne un ensemble d’intellectuels et d’associations souhaitant valoriser la culture flamande et stabiliser la langue, s’investit en politique. Ainsi, le 17 août 1873 est promulguée la loi dite « Schoep », qui permet aux prévenus d’être jugés en néerlandais en Flandre et à Bruxelles. Cette loi marque le début d’une législation linguistique dans tous les autres domaines de l'autorité publique – et non exclusivement dans le domaine judiciaire – et à terme, la fin d'une Belgique officiellement unilingue.
Cinq ans plus tard, la loi de Laet du 22 mai 1878 étendra cette nouvelle logique linguistique à la gestion administrative du pays.

### Parcours législatif

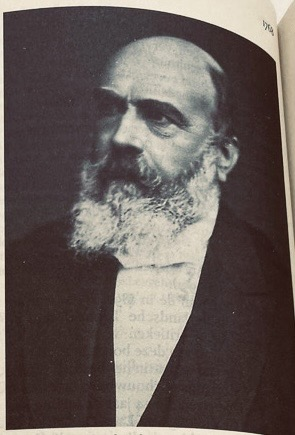
Portrait de Jan de Laet.

Le 6 avril 1876, le député catholique Jan de Laet dépose une proposition de loi ayant pour objectif de donner au néerlandais le statut de langue administrative de base en Flandre. Jan de Laet était un député néerlandophone, originaire d’Anvers. Il est l’un des premiers « flamingants » à devenir député. Membre du Meetingpartij mais également du Nederduitsche Bond (un groupe de pression au sein du parti), il figure parmi les pionniers du mouvement flamand et contribuera à le faire passer d’un mouvement littéraire à un mouvement politique.
Il est clair que ce texte n'était pas envisagé dans un esprit d'égalité entre wallons et flamands. La proposition avait pour objectif de régler l’emploi des langues, en particulier l'emploi du néerlandais, dans l'administration. Néanmoins, pour s’assurer que la loi fût votée avant la fin de la législature, les points épineux du dossier – en particulier l’étendue de son champ d’application – ont été abandonnés, et le débat reporté à une loi ultérieure.  
En effet, la proposition de loi initiale souhaitait régler l’emploi des langues dans les administrations de l’Etat, aux niveaux communal, provincial et même central. Des critiques ont néanmoins été émises à cet égard, si bien que la loi s'est finalement limitée à ne s'appliquer qu'au niveau du pouvoir central.
En outre, le texte d'origine avait pour ambition d’imposer un bilinguisme interne aux administrations bruxelloises et flamandes (ce qui signifie que les fonctionnaires auraient dû être capables de parler le français et le néerlandais dans leurs relations, non seulement avec les citoyens, mais également au sein de l’administration). Ce point a également été abandonné, notamment au vu de la crainte des francophones de voir un déséquilibre se créer entre néerlandophones et francophones dans le recrutement et la promotion au sein des administrations.  
La proposition prévoyait également l'utilisation officielle du néerlandais dans l'administration en Flandre, tant au sein des actes administratifs que dans les communications au public. L'emploi du français y étant devenu supplétif, cette partie du texte a été conservée.
Adoptée à l’unanimité des 98 députés présents à la Chambre des représentants le 8 mai 1978, le texte est adopté le 15 mai 1878 au Sénat, également à l’unanimité, par les 34 sénateurs présents. Finalement, la loi se limite à régler la question de la correspondance et de la communication au public au niveau central. Ainsi, si la proposition de loi a fait l’objet d’intenses discussions avant son adoption, la version finale a pu compter sur le soutien de tous, le calendrier politique n’y étant peut-être pas étranger.

## Contenu
La loi du 22 mai 1878 comporte deux articles. Ceux-ci disposent :
« Article 1er :  Dans les provinces d’Anvers, de Flandre occidentale, de Flandre orientale, de Limbourg et dans l'arrondissement de Louvain, les avis et communications que les fonctionnaires de l'État adressent au public seront rédigés soit en langue flamande, soit en langue flamande et en langue française.»
« Article 2 : Dans l'arrondissement de Bruxelles, la correspondance des fonctionnaires de l'État avec les communes et les particuliers aura lieu en flamand si les communes ou les particuliers qu'elle concerne le demandent ou ont fait eux-mêmes usage de cette langue dans la correspondance.
Les avis et communications que les fonctionnaires de l’État adressent au public sont rédigés conformément au § 1er de l’art. 1er.
La loi crée donc les régimes suivants :
D’abord, la Flandre, composée des quatre provinces du Nord du pays ainsi que de l’arrondissement de Louvain (province de Brabant), applique un régime bilingue où le néerlandais est la langue officielle et par défaut celle des actes administratifs (soit les avis et communications adressées au public ainsi que la correspondance avec les particuliers). Le français peut encore être utilisé, à condition que le particulier en fasse la demande.
Ensuite, l’arrondissement de Bruxelles (province de Brabant) est également bilingue. Le régime applicable présente néanmoins la particularité d’instaurer le français comme langue par défaut pour la correspondance au sein des administrations et avec les particuliers. Le néerlandais est la langue par défaut pour les avis et communications au public.

Enfin, la Wallonie, composée des quatre provinces du Sud du pays et de l’arrondissement de Nivelles (province de Brabant), applique un régime exclusivement unilingue et francophone. Cette région n’est donc nullement concernée par la loi, puisque le régime reste inchangé, le français étant la seule langue applicable. 

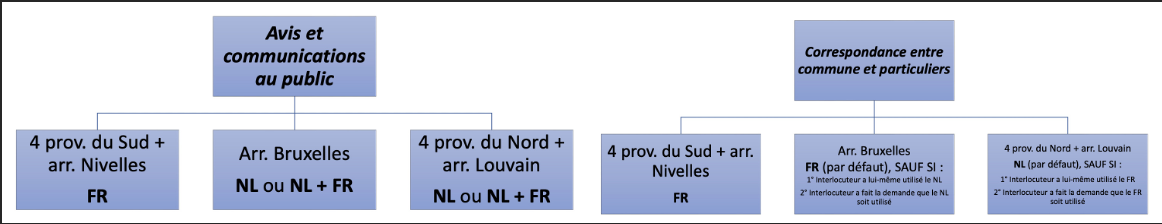
Aperçu schématique du régime prévu par la loi du 22 mai 1878

## Réception dans l'opinion publique
Il est clair que cette loi a été perçue différemment par les flamands et les francophones lors de son entrée en vigueur. Bien que la désapprobation porte sur des enjeux différents des deux côtés, il semblerait que l’adoption de la loi n’ait finalement satisfait personne, celle-ci apparaissant comme incomplète et non-appliquée dans les faits. 

### Côté flamand
Du côté flamand, le paysage administratif n'a évolué que très lentement (et pour cause, les fonctionnaires n’ont pas pu acquérir la connaissance de la langue néerlandaise du jour au lendemain). De plus, la possibilité pour eux de s’exprimer en français dans certains cas a laissé une échappatoire importante dont bon nombre d’entre eux ont encore pu profiter.
Pour les membres du Mouvement flamand, dont la volonté était que l’évolution du flamand dépasse le domaine culturel pour entrer dans le monde politique, la loi fut une déception. Bien qu’elle constitue une avancée dans leur lutte, son impact sera considéré comme très insuffisant, au vu notamment de la différence importante entre le contenu de la loi et les faits observés. Leur volonté de néerlandisation de l’administration ne se voit donc pas satisfaite, et cette insatisfaction constituera d’ailleurs les prémisses de la loi de 1921.
En définitive, l’adoption de la loi du 22 mai 1878 n’a pas constitué une victoire éclatante pour les Flamands en ce sens qu’elle n’a pas engendré de changements significatifs, bien qu'ayant tout de même contribué à un sentiment d’évolution de la législation relative à l’emploi des langues.

### Côté francophone
Du côté francophone, une forte crainte était liée au fait que le vote de la loi entraînerait un quasi-monopole des fonctions publiques par les Flamands (ceux-ci étant déjà majoritairement bilingues). Le fait que la proposition de loi ait finalement été rabotée et limitée aux administrations centrales a pu atténuer cette crainte.
Toutefois, cette défiance peut s’expliquer aisément par un bref rappel du passé historique belge. En effet, la Belgique avait connu une période de soumission aux hollandais, dont l’issue, par la révolution, avait conduit à la proclamation de l’indépendance en 1830. Le peuple ainsi formé était donc hostile à la langue de son ancien occupant, le néerlandais. Cette hostilité s’était estompée avec le temps mais n’avait pas disparu pour autant, c'est pourquoi le « retour » du néerlandais dans l'administration en 1878 allait, pour l’opinion publique francophone, à l’encontre des principes d’indépendance et de suprématie durement acquis. 
En outre, l’incompréhension face à l’adoption de la loi s’explique par le fait qu’une écrasante majorité de la population wallonne s’exprimait alors dans des dialectes plus ou moins éloignés du français, et rencontrait par conséquent des difficultés similaires aux flamands face à l’administration. Cela peut expliquer le sentiment des francophones selon lequel les revendications flamandes étaient injustifiées.    

## Conséquences
Votée dans un contexte de montée en puissance des aspirations flamandes, la loi du 22 mai 1878 vise essentiellement à apaiser les tensions linguistiques, sans instaurer de réforme considérable. Si sa portée est donc à relativiser, ses conséquences ne sont toutefois pas négligeables. En effet, le régime de cette loi a pour corollaire la création de trois régions linguistiques en Belgique, non pas de droit mais de fait. (C’est la différence de régime applicable en matière d’emploi des langues entre ces trois régions qui en trace désormais implicitement les contours).                                          
Dès lors, le régime de l’emploi des langues devient tout à fait asymétrique :                                         
La Wallonie conserve un régime strictement unilingue, le français seul y étant utilisé. En Flandre, la langue officielle, dans les limites du champ d’application de la loi, est le flamand, le français pouvant néanmoins encore être utilisé et demandé à titre supplétif. Bruxelles s’oriente vers un régime préfigurant le bilinguisme : le français et le flamand peuvent être utilisés et demandés par le public. Ainsi, un francophone pouvait exiger de parler en français dans les administrations centrales des provinces flamandes, tandis qu’un néerlandophone ne pouvait pas formuler pareille demande dans une administration de la région wallonne. Néanmoins, les conséquences en matière d'emploi des langues sont encore minimes à ce stade, bien que posant les prémisses de changements majeurs qui interviendront ultérieurement. Indépendamment de cette répartition, il est intéressant d’observer qu'alors que se fixent progressivement des espaces linguistiques en Belgique, la loi elle-même demeure proclamée en français, ce qui est paradoxal.
De plus, en consacrant des territoires linguistiques de facto, cette loi crée un problème de taille qui fera buter plus d’un politicien par la suite. En effet, ces limites ne coïncident pas parfaitement avec les frontières administratives des provinces et arrondissements. Ainsi, des communes majoritairement francophones se sont retrouvées sous le régime de la région flamande, alors que, par contraste, des communes majoritairement néerlandophones se voyaient appliquer le régime en vigueur en Wallonie. Ces communes, appelées « communes égarées » sont, pour certaines d'entre elles, les ancêtres des communes à facilités qui existent en Belgique actuellement.
Cette loi donne également pour la première fois une existence administrative à l’arrondissement de Bruxelles, qui n'était jusqu’alors qu'un simple territoire géographique.
Finalement, l’unilinguisme qui avait prévalu depuis 1830 en Belgique, du moins dans les textes, est définitivement abandonné. 

## Lois linguistiques postérieures
Dans la continuité du mouvement initié par la loi de Laet, des mesures diverses seront prises afin d'intégrer progressivement le néerlandais dans la vie publique de l'époque. Ainsi le Moniteur belge, journal officiel du Royaume, devient-il bilingue en 1895 ; les timbres-poste et les billets le deviennent respectivement en 1891 et 1895. La législation évoluera également en ce sens:
- La loi Coremans-De Vriendt (appelée aussi « loi d’égalité ») du 18 avril 1898 relative à l'emploi du néerlandais dans les publications officielles, hissera officiellement le néerlandais à égalité avec le français en tant que langue nationale du royaume de Belgique.

- La loi du 31 juillet 1921 sur l’emploi des langues en matière administrative renforcera les principes instaurés par la loi du 22 mai 1878 et consacrera en droit le tracé des différentes régions linguistiques (sans encore en utiliser l’appellation néanmoins). Cette loi, qui abroge celle du 22 mai 1878, règlera également le problème des « communes égarées ».

S'ensuivront une série de lois modificatives, qui ont constitué progressivement le régime en vigueur actuellement s'agissant de l'emploi des langues dans l'administration en Belgique  :
- La loi du 28 juin 1932 relative à l'emploi des langues en matière administrative consacrera la dénomination officielle de « régions linguistiques » tout en approfondissant les principes de la loi de 1921 (jugés décevants).
- La loi du 8 novembre 1962 fixera définitivement et en droit la frontière linguistique entre les régions wallonne et flamande.
- La loi du 2 août 1963 définira les contours de l'agglomération bruxelloise.